# Saltos ornamentais no Campeonato Mundial de Esportes Aquáticos de 2011 - Trampolim 3 m individual feminino
A prova de trampolim 3 m individual feminino dos saltos ornamentais no Campeonato Mundial de Esportes Aquáticos de 2011 foi realizada entre os dias 22 de julho e 23 de julho no Shanghai Oriental Sports Center em Xangai.

## Calendário
| Fase       | Data        |
| ---------- | ----------- |
| Preliminar | 22 de julho |
| Semifinal  | 22 de julho |
| Final      | 23 de julho |

## Medalhistas
| Ouro            | Prata       | Bronze              |
| Wu Minxia (CHN) | He Zi (CHN) | Jennifer Abel (CAN) |

## Resultados
41 saltadoras participaram da prova. Para a semifinal classificaram-se 18 atletas dos quais 12 avançaram para a final.
| Pos.              | Saltadora             | Nacionalidade  | Preliminar | Preliminar | Semifinal | Semifinal | Final  | Final |
| Pos.              | Saltadora             | Nacionalidade  | Pontos     | Pos.       | Pontos    | Pos.      | Pontos | Pos.  |
| ----------------- | --------------------- | -------------- | ---------- | ---------- | --------- | --------- | ------ | ----- |
| Medalha de ouro   | Wu Minxia             | China          | 345.85     | 2          | 360.65    | 1         | 380.85 | 1     |
| Medalha de prata  | He Zi                 | China          | 347.55     | 1          | 358.05    | 3         | 379.15 | 2     |
| Medalha de bronze | Jennifer Abel         | Canadá         | 307.55     | 10         | 359.35    | 2         | 365.10 | 3     |
| 4                 | Christina Loukas      | Estados Unidos | 321.60     | 6          | 328.95    | 6         | 350.10 | 4     |
| 5                 | Sharleen Stratton     | Austrália      | 324.45     | 4          | 327.40    | 8         | 330.75 | 5     |
| 6                 | Laura Sánchez         | México         | 325.50     | 3          | 299.80    | 11        | 329.70 | 6     |
| 7                 | Kelci Bryant          | Estados Unidos | 313.65     | 8          | 335.25    | 5         | 322.95 | 7     |
| 8                 | Anna Pysmenska        | Ucrânia        | 301.90     | 12         | 306.25    | 9         | 317.25 | 8     |
| 9                 | Tania Cagnotto        | Itália         | 298.50     | 13         | 299.70    | 12        | 313.45 | 9     |
| 10                | Nadezhda Bazhina      | Rússia         | 287.00     | 17         | 327.55    | 7         | 305.60 | 10    |
| 11                | Uschi Freitag         | Alemanha       | 315.60     | 7          | 303.40    | 10        | 288.10 | 11    |
| 12                | Émilie Heymans        | Canadá         | 324.20     | 5          | 357.90    | 4         | 270.00 | 12    |
| 13                | Nora Subschinski      | Alemanha       | 311.65     | 9          | 299.15    | 13        |        |       |
| 14                | Sayaka Shibusawa      | Japão          | 280.65     | 18         | 294.60    | 14        |        |       |
| 15                | Olena Fedorova        | Ucrânia        | 293.90     | 15         | 289.85    | 15        |        |       |
| 16                | Paola Espinosa        | México         | 295.50     | 14         | 286.50    | 16        |        |       |
| 17                | Anastasia Pozdniakova | Rússia         | 303.90     | 11         | 283.45    | 17        |        |       |
| 18                | Francesca Dallape     | Itália         | 293.50     | 16         | 275.00    | 18        |        |       |
| 19                | Cheong Jun Hoong      | Malásia        | 276.80     | 19         |           |           |        |       |
| 20                | Inge Jansen           | Países Baixos  | 273.30     | 20         |           |           |        |       |
| 21                | Marion Fraissier      | França         | 270.90     | 21         |           |           |        |       |
| 22                | Anna Lindberg         | Suécia         | 264.05     | 22         |           |           |        |       |
| 23                | Choi Sut Ian          | Macau          | 263.30     | 23         |           |           |        |       |
| 24                | Leyre Eizaguirre      | Espanha        | 263.05     | 24         |           |           |        |       |
| 25                | Jennifer Benitez      | Espanha        | 261.30     | 25         |           |           |        |       |
| 26                | Sophie Somloi         | Áustria        | 260.60     | 26         |           |           |        |       |
| 27                | Hannah Starling       | Reino Unido    | 259.40     | 27         |           |           |        |       |
| 28                | Anabelle Smith        | Austrália      | 256.50     | 28         |           |           |        |       |
| 29                | Rebecca Gallantree    | Reino Unido    | 251.45     | 29         |           |           |        |       |
| 30                | Fanny Bouvet          | França         | 246.40     | 30         |           |           |        |       |
| 31                | Lei Sio I             | Macau          | 246.30     | 31         |           |           |        |       |
| 32                | Flora Gondos          | Hungria        | 244.65     | 32         |           |           |        |       |
| 33                | Yuka Mabuchi          | Japão          | 243.35     | 33         |           |           |        |       |
| 34                | Chasn Sharon          | Hong Kong      | 239.45     | 34         |           |           |        |       |
| 35                | Diana Pineda          | Colômbia       | 238.05     | 35         |           |           |        |       |
| 36                | Ng Yan Yee            | Malásia        | 220.20     | 36         |           |           |        |       |
| 37                | Huang En-Tien         | Taipé Chinesa  | 218.70     | 37         |           |           |        |       |
| 38                | Carolina Murillo      | Colômbia       | 194.30     | 38         |           |           |        |       |
| 39                | Sari Ambarwati        | Indonésia      | 184.65     | 39         |           |           |        |       |
| 40                | Beannelys Velasquez   | Venezuela      | 171.40     | 40         |           |           |        |       |
| 41                | Hsu Shi-Han           | Taipé Chinesa  | 152.00     | 41         |           |           |        |       |